# Rohov, Senica
Rohov este o comună slovacă, aflată în districtul Senica din regiunea Trnava. Localitatea se află la altitudinea de 240 m deasupra n.m., se întinde pe o suprafață de 4,57 km2 și în 2017 număra 382 de locuitori.

## Istoric
Localitatea Rohov este atestată documentar din 1394.

## Demografie
| An:                | 1994 | 2004   | 2014   | 2024   |
| ------------------ | ---- | ------ | ------ | ------ |
| Număr de persoane: | 406  | 386    | 416    | 382    |
| Diferență:         |      | −4,92% | +7,77% | −8,17% |

| An:                | 2023 | 2024   |
| ------------------ | ---- | ------ |
| Număr de persoane: | 380  | 382    |
| Diferență:         |      | +0,52% |